# Sainte-Suzanne (Haiti)
Sainte-Suzanne este o comună din arondismentul Trou-du-Nord, departamentul Nord-Est, Haiti, cu o suprafață de 127,91 km2 și o populație de 25.492 locuitori (2009).